# Chionea (Chionea) hybrida
Chionea (Chionea) hybrida is een tweevleugelige uit de familie steltmuggen (Limoniidae). De soort komt voor in het Nearctisch gebied.